# Байсвайль
Байсвайль (нем. Baisweil) — община в Германии, в земле Бавария. 
Подчиняется административному округу Швабия. Входит в состав района Восточный Алльгой. Подчиняется управлению Эггенталь.  Население составляет 1296 человек (на 31 декабря 2010 года). Занимает площадь 26,28 км².